# Nora Clearman England
Nora Clearman England   (8 de novembre de 1946 - Austin, 26 de gener de 2022) fou una lingüista i maianista nord-americana, professora de la Universitat de Texas a Austin.
Va estudiar i va obtenir el seu doctorat a la Universitat de Florida. Ha estat també professora en la Universitat d'Iowa.
Va conduir un taller a Iximché, jaciment arqueològic a l'altiplà de Guatemala, en el qual van participar altres importants maianistes com Linda Schele i Nikolai Grube.
England va ser directora fundadora del Centro de Lenguajes Indígenas de América Latina.

## Obra
- (anglès) "Issues in comparative argument structure analysis in Mayan narratives'", Preferred argument structure: grammar as architecture for function, Editors John W. Du Bois, Lorraine Edith Kumpf, William J. Ashby, John Benjamins Publishing Company, 2003, ISBN 978-90-272-2624-2
- (anglès) "Mayan efforts toward language preservation", Endangered languages: language loss and community response, Editors Lenore A. Grenoble, Lindsay J. Whaley, Cambridge University Press, 1998, ISBN 978-0-521-59712-8
- (anglès) "Control and Complementation at Kusaal", Current approaches to African linguistics, Volume 4, Editor David Odden, Walter de Gruyter, 1987, ISBN 978-90-6765-312-1
- (anglès) A grammar of Mam, a Mayan language, University of Texas Press, 1983, ISBN 9780292727267
- (anglès) "Space as a Mam Gramatical Theme", Papers in Mayan linguistics, Editor Nora C. England, Dept. of Anthropology, University of Missouri-Columbia, 1978, ISBN 978-0-913134-87-0

## Reconeixements
- 1993 MacArthur Fellows Program